# استفانی کرونین
استفانی کرونین (به انگلیسی: Stephanie Cronin) (زاده ۱۹۴۸) پژوهشگری سرشناس در تحقیقات تاریخ معاصر ایران است.
از استفانی کرونین کتاب ارتش و تشکیل حکومت پهلوی در ایران ترجمه شده‌است.
کرونین گوشه‌هایی از تاریخ مربوط به صنعت نفت ایران و شرکت نفت ایران و انگلیس را با تکیه بر اسناد آرشیو وزارت امور خارجه انگلیس بررسی کرده، روابط و زد و بند‌های آشکار و پنهان مقامات امپراتوری انگلیس و شرکت نفت ایران و انگلیس را با رضاشاه پهلوی و برخی مقامات حکومتی ایران از ۱۹۰۵ تا ۱۹۴۱ تبیین نموده‌است.

## کتابشناسی
- «شاهان، سربازان و زیردستان؛ ۱۹۲۱-۱۹۴۱»
- «سیاست‌های قبیله‌ای در ایران؛ ۱۹۲۱-۱۹۴۱»
- «ارتش و ایجاد دولت پهلوی در ایران؛ ۱۹۲۱-۱۹۲۶»
- «اصلاحات و انقلاب در ایران مدرن»
- «ساخت ایران مدرن: دولت و جامعه در زمان رضا شاه؛ ۱۹۲۱-۱۹۴۱»
- «کلنل پسیان، ترجمه عبدلله کوثری، نشر ماهی، ۱۳۹۴